# 超能力師事務所
《増山超能力師事務所》是一部由誉田哲也所編寫的小説。2013年7月16日由文藝春秋出版。2017年1月被改編成電視劇，同年4月、在沖縄国際映画祭展出了電視劇的分拆作品。

## 故事概要
這是一個存在超能力者的世界。在日暮里的「增山超能力師事務所」，聚集了很多超能力者。在所長增山率領下，這些性格各異、能力不同的超能力師們，為了不同的委託而忙碌著。

## 電視劇
2017年1月5日至3月23日、由讀賣電視台制作，每周四深夜12:00 - 00:54於日本電視台聯播網播出的連續劇。主演為田中直樹。

### 主要登場人物
- 増山圭太郎：田中直樹（香港配音：招世亮）

增山超能力師事務所所長，一級超能力師。能力深不可測，口頭蟬是 "真麻煩啊"。原本在高鍋研究所任職，離開後創辦增山超能力師事務所。
- 高原篤志：淺香航大（香港配音：黃積權）

增山超能力師事務所偵探，二級超能力師。入行前是名中學生。實力在團隊中最弱，因此考了6年才通過超能力師等級試，可以透過接觸物件而獲得上面的信息。
- 住吉悦子：中村友理（香港配音：成瑤孆）

增山超能力師事務所偵探，二級超能力師，暗戀增山圭太郎。入行前無業，是名流氓，後來受增山圭太郎而成為超能力師。擅長火術，同時亦擁有超強的讀心能力，經常扮作其他角色作調查。於增山出差時會暫代社長工作。
- 中井健：柄本時生（香港配音：麥皓豐）

增山超能力師事務所偵探，二級超能力師，暗戀宇川明美。本來是大學生，擅長讀心術，曾經因為無法屏蔽別人心聲而十分痛苦，後來在增山幫助下建立心牆，並因受高原篤志影響而踏出心理障礙。在事務所經常負責尋找走失動物案件。
- 大谷津朋江：平田敦子（日语：平田敦子）（香港配音：伍秀霞）

增山超能力師事務所會計，沒有任何超能力。為人多愁善感。閒時會在自家的拉麵店工作。
- 宇川明美：ルウト（日语：ルウト）（香港配音：何寶珊）

增山超能力師事務所實習生，能力很強但不懂得正確控制自己的超能力。雖然外表是一個女生，但實際上是個男生。

### 其他
- 河原崎晃：忍成修吾（香港配音：梁偉德）

增山的前同事。與增山離開高鍋研究後創立Kz超能力事務所。
- 榎本克己： 六平直政（日语：六平直政）（香港配音：黃子敬）

刑警。
- 高鍋逸雄：鹿賀丈史（香港配音：張炳強）

增山的前上司，高鍋研究所所長。擅於研究後天超能力者。
- 増山文乃：芦名星（香港配音：朱妙蘭）

增山的妻子。擁有多重人格及不受控制的超能力，被高鍋逸雄監視。

### 其他登場人物
第1集
- 矢沢：松永拓野（日语：松永拓野）（香港配音：陳灝瑋）
- 成田史哉：雨野宮將明（日语：雨野宮將明）（香港配音：李凱傑）
- 杉浦：まちゃあき（日语：まちゃあき）（香港配音：陳卓智）
- 播音員：川田裕美（香港配音：李潤知）
- 教師：佐野元哉（日语：佐野元哉）（香港配音：李錦綸）

第2集
- 西條照美：雛形あきこ（香港配音：許盈）
- 西條敏郎：梶原善（日语：梶原善）（香港配音：李錦綸）
- 白石耕太：好井まさお（日语：好井まさお）（香港配音：胡家豪）

榎本的下屬。
- 拉麵屋店主：藤原光博（日语：藤原光博）（香港配音：盧國權）

第3集
- 川西今日子：田丸麻紀（日语：田丸麻紀）（香港配音：劉惠雲）
- 川西春奈：畑芽育（香港配音：凌晞）
- 斎木里美：ami（日语：ami）（J☆Dee'Z）（香港配音：黃昕瑜）
- 川西彰浩：藤本涼（日语：藤本涼）（香港配音：陳廷軒）
- 山本亜美：Nono（日语：Nono）（J☆Dee‘Z）（香港配音：羅孔柔）
- 森山加代子：MOMOKA（日语：MOMOKA）（J☆Dee‘Z）
- 咖啡館店長：久保田和靖（日语：久保田和靖）（とろサーモン）（香港配音：張錦江）

第4集
- 石野公子：上原多香子（香港配音：曾秀清）
- 大倉和斗：村田秀亮（日语：村田秀亮）（とろサーモン）（香港配音：李致林）
- 夜總會常客：堤下敦（日语：堤下敦）（インパルス）（香港配音：蕭徽勇）
- 夜總會店長：小村裕次郎（日语：小村裕次郎）（香港配音：馮錦堂）
- 報導員：遠藤章造 (香港配音：蘇強文)
- 安田幸一：モト冬樹（日语：モト冬樹）（香港配音：馮志輝）

國會議員。
第5集
- 田丸等：寺脇康文（香港配音：張炳強）

食堂店主。
- 田丸俊介：柳喬之（香港配音：李鎮然）

廚師，田丸的兒子。
- 横澤夏子（日语：横澤夏子）：本人 （香港配音：陳琴雲）
- 雜貨店店主：水野透（日语：水野透）（香港配音：黃子敬）

第6集
- 瀧澤留美：中島博子（日语：中島博子） （香港配音：魏惠娥）

南的母親。
- 瀧澤南：内田未来（日语：内田未来）（香港配音：何璐怡）

有超能力的小學生。
- 杉下正明：小野寺大夢（日语：小野寺大夢）（香港配音：張方正）

第7集
- 畑中葵：真野惠里菜（香港配音：黃昕瑜）

超市員工。
- 宮田純一：落合扶樹（日语：落合扶樹）（香港配音：陳灝瑋）

畑中葵的同事。
- 染谷保：土佐信道（明和電機）（香港配音：潘文柏）

超市店主，畑中葵的上司。
第8集
- 篠崎玲奈：山下莉緒

與眾多男性交往的女性。
- 尹基俊：鄭允鶴

韓國留學生。
- 尹基俊的秘書：武田裕光（日语：武田裕光）
- 増山愛麗絲：武田梨花（日语：武田梨花）

增山的女兒。
- 大谷津誠司：モロ師岡（日语：モロ師岡）

第9集
- 倉木都：小澤真珠（香港配音：吳羨婷）

失憶的女演員。
- 松澤萌：筧美和子（香港配音：劉惠雲）
- 遺失物係：ミッキーボード（日语：ミッキーボード）（かりすま〜ず）
- 小山内晃：國廣富之

導演。
第10集
- 長尾秀人：山中崇（日语：山中崇）

篤志的委託人。
- 竹田月子：芹那

長尾秀人前同事。
- 金田信夫：福田転球（日语：福田転球）

竹田月子前男友。
- 通報者：ネゴシックス（日语：ネゴシックス）

第11集
- 藤宮千秋：高月彩良（香港配音：葉曉欣）

高中生。
- 藤宮亞澄：堀田茜（香港配音：魏惠娥）

千秋的姐姐。
- 藤宮博之：星田英利（日语：星田英利）

千秋的父親。
- 藤宮千佳：須藤理彩

千秋的母親。
第12集
- 朝倉：横山惠

美容院店主。
- 遠藤泉：黑川智花（香港配音：鄭麗麗）

被朝倉小百合騙走金錢的女性。
- 今井司郎：藤原一裕（日语：藤原一裕）（香港配音：陳卓智）

電視節目制作人。
- 朝倉夕子：赤司まり子（日语：赤司まり子）

朝倉小百合的母親。
- 酒吧客人：誉田哲也

## 幕後人員
- 原作 - 誉田哲也『増山超能力師事務所』（文春文庫刊）
- 劇本 - 櫻井剛（日语：櫻井剛）
- 音樂 - BRADIO（日语：BRADIO）、石塚徹（日语：石塚徹）、田井モトヨシ（日语：田井モトヨシ）
- 主題曲 - 「君じゃなきゃ」ユナク&ソンジェ from 超新星
- 導演 - 久万真路（日语：久万真路）、湯淺弘章、片桐健滋（日语：片桐健滋）
  - 助導 - 岩渕崇（日语：岩渕崇）（第1 - 5、12話）、毛利安孝（日语：毛利安孝）（第5 - 9、12話）、北川博康（日语：北川博康）（第10 - 12話）
- 製作協力 - 吉本興業
- 製作 - 讀賣電視台

## 播出日程
| 各集 | 播出日期 | 標題                     | 導演     |
| ---- | -------- | ------------------------ | -------- |
| 1    | 1月5日   | 超能力は誰のため?        | 久万真路 |
| 2    | 1月12日  | 初仕事はゴムの味         | 久万真路 |
| 3    | 1月19日  | 忘れがたきは少女の瞳     | 久万真路 |
| 4    | 1月26日  | 愛すべきは男の見栄       | 湯淺弘章 |
| 5    | 2月2日   | 隠し味は超能力           | 湯淺弘章 |
| 6    | 2月9日   | 侮れないのは女の勘       | 湯淺弘章 |
| 7    | 2月16日  | 面倒くさいのは同性の嫉妬 | 湯淺弘章 |
| 8    | 2月23日  | パートナーは君じゃなきゃ | 片桐健滋 |
| 9    | 3月2日   | 女の過去は崖の上         | 片桐健滋 |
| 10   | 3月9日   | 帰ってきたのは貴女のため | 久万真路 |
| 11   | 3月16日  | 心霊現象は飯のタネ       | 久万真路 |
| 12   | 3月23日  | 相棒は謎の男             | 湯淺弘章 |

## 外部連結
- 増山超能力師事務所 （页面存档备份，存于）
- ドラマ・増山超能力師事務所【公式】的X（前Twitter）

| 日本 讀賣電視台 讀賣電視台週四連續劇     | 日本 讀賣電視台 讀賣電視台週四連續劇           | 日本 讀賣電視台 讀賣電視台週四連續劇 |
| ---------------------------------------- | ---------------------------------------------- | ------------------------------------ |
|                                          | 增山超能力師事務所 （2017.01.05 - 2017.03.23） |                                      |
| 黑色十人之女 （2016.09.29 - 2016.12.02） | 愛情敗犬向前衝 （2017.04.06 - 2017.06.22）     |                                      |

| 香港 myTV SUPER 日劇台 星期三 13:30 - 14:30、16:30 - 17:30、19:30 - 20:30及22:30 - 23:30 | 香港 myTV SUPER 日劇台 星期三 13:30 - 14:30、16:30 - 17:30、19:30 - 20:30及22:30 - 23:30 | 香港 myTV SUPER 日劇台 星期三 13:30 - 14:30、16:30 - 17:30、19:30 - 20:30及22:30 - 23:30 |
| ---------------------------------------------------------------------------------------- | ---------------------------------------------------------------------------------------- | ---------------------------------------------------------------------------------------- |
|                                                                                          | 超能力事務所 （2017.03.22 - 2017.06.07）                                                 |                                                                                          |
| 10個嫉妒的女人 （2017.01.11 - 2017.03.15）                                               | 戀愛向前衝 （2017.06.14 - 2017.08.30）                                                   |                                                                                          |